# Carys Parry
Carys Parry (ur. 24 lipca 1981) – brytyjska lekkoatletka specjalizująca się w rzucie młotem.
Międzynarodową karierę zaczęła od nieudanego występu w mistrzostwach Europy juniorów w 1999. Podczas mistrzostw świata juniorów w 2000 nie udało jej się wywalczyć awansu do finału. Reprezentując Walię w 2006 była szósta na igrzyskach Wspólnoty Narodów, a cztery lata później zdobyła na tej imprezie srebrny medal. Medalistka mistrzostw Wielkiej Brytanii, ma na koncie także złote medale mistrzostw Walii oraz Irlandii Północnej.
Rekord życiowy: 66,31 (7 czerwca 2008, Birmingham).

## Osiągnięcia
| Rok  | Impreza                        | Miejsce    | Lokata            | Wynik |
| ---- | ------------------------------ | ---------- | ----------------- | ----- |
| 1999 | Mistrzostwa Europy juniorów    | Ryga       | el. – 22. miejsce | 49,02 |
| 2000 | Mistrzostwa świata juniorów    | Santiago   | el. – 14. miejsce | 53,80 |
| 2006 | Igrzyska Wspólnoty Narodów     | Melbourne  | 6. miejsce        | 61,80 |
| 2007 | Zimowy puchar Europy w rzutach | Jałta      | 6. miejsce        | 64,63 |
| 2009 | Zimowy puchar Europy w rzutach | Teneryfa   | 6. miejsce        | 62,25 |
| 2010 | Igrzyska Wspólnoty Narodów     | Nowe Delhi | 2. miejsce        | 64,93 |
| 2014 | Igrzyska Wspólnoty Narodów     | Glasgow    | 5. miejsce        | 65,37 |